# Jassem Khalloufi
 Jassem Khalloufi  (sinh ngày 2 tháng 9 năm 1981) là một cầu thủ bóng đá người Tunisia. Hiện tại anh thi đấu cho Stade Tunisien.
Khalloufi là một phần của đội hình Olympic Tunisia 2004 loại từ vòng một, đứng thứ 3 ở Bảng C, sau đội vô địch Argentina và á quân Úc.